# Denver Film Critics Society Awards 2016
7. ročník předávání cen sdružení Denver Film Critics Society Awards se konal 16. ledna 2017. Nominace byly oznámeny dne 9. ledna 2017.

## Vítězové a nominovaní

### Nejlepší film
Moonlight 
- La La Land
- Místo u moře
- Příchozí
- Mlčení

### Nejlepší režisér
Barry Jenkins – Moonlight
- Damien Chazelle – La La Land
- Denis Villeneuve – Příchozí
- Kenneth Lonegran – Místo u moře
- Martin Scorsese – Mlčení

### Nejlepší adaptovaný scénář
Barry Jenkins – Moonlight
- Eric Heisserer – Příchozí
- Tom Ford – Noční zvířata
- Patrick Ness – Volání netvora: Příběh života
- Allison Schroeder a Theodore Melfi – Skrytá čísla

### Nejlepší původní scénář
Taylor Sheridan – Za každou cenu
- Kenneth Lonegran – Místo u moře
- Damien Chazelle – La La Land
- Yorgos Lanthimos a Efthimis Filippou – Humr
- Guy Hibbert – Oko v oblacích

### Nejlepší herec v hlavní roli
Casey Affleck – Místo u moře
- Denzel Washington – Ploty
- Tom Hanks – Sully: Zázrak na řece Hudson
- Adam Driver – Paterson
- Andrew Garfield – Hacksaw Ridge: Zrození hrdiny

### Nejlepší herečka v hlavní roli
Natalie Portman – Jackie
- Ruth Negga – Loving
- Emma Stoneová – La La Land
- Amy Adams – Příchozí
- Anette Bening – Ženy 20. století

### Nejlepší herec ve vedlejší roli
Mahershala Ali – Moonlight
- Jeff Bridges – Za každou cenu
- John Goodman – Ulice Cloverfield 10
- Timothy Spall – Popírání holocaustu
- Aaron Taylor-Johnson – Noční zvířata

### Nejlepší herečka ve vedlejší roli
Viola Davis – Ploty
- Naomie Harris – Moonlight
- Michelle Williamsová – Místo u moře
- Octavia Spencer – Skrytá čísla
- Nicole Kidman – Lion

### Nejlepší dokument
O.J.: Made in America
- 13th
- Nejsem žádný tvůj negr
- Gleason
- Weiner

### Nejlepší cizojazyčný film
Toni Erdmann
- Komorná
- Elle
- Klient
- Neruda

### Nejlepší animovaný film
Zootropolis: Město zvířat 
- Kubo a kouzelný meč
- Odvážná Vaiana: Legenda o konci světa
- Hledá se Dory
- Červená želva

### Nejlepší hororový/sci-fi film
Příchozí
- Doctor Strange
- Rogue One: Star Wars Story
- Ulice Cloverfield 10
- Čarodějnice

### Nejlepší komedie
Deadpool
- Ave, Caesar!
- Don't Think Twice
- Hon na pačlověky
- Správní chlapi

### Nejlepší vizuální efekty
Doctor Strange
- Volání netvora: Příběh života
- Kniha džunglí
- Příchozí
- Rogue One: Star Wars Story

### Nejlepší filmová píseň
„Drive It Like You Stole It“ – Sing Street
- „Runnin“ – Skrytá čísla
- „City of Stars“ – La La Land
- „Audition“ – La La Land
- „Can't Stop the Feeling“ – Trollové

### Nejlepší skladatel
Justin Hurwitz – La La Land
- Mica Levi – Jackie
- Nicholas Britell – Moonlight
- Jóhann Jóhannsson – Příchozí
- Hans Zimmer, Pharrell Williams a Benjamin Wallfish – Skrytá čísla